# Pope
Pope – miejscowość na Łotwie, w centralnej części novadsu Windawa, przy drodze krajowej łączącej Rygę z Windawą, 669 mieszkańców (2004), siedziba władz gminy (Popes pagasts). Znajduje się tam pałac z XVII-XIX wieku.